# Un sorbito de champagne
«Un sorbito de champagne» es una canción de música pop de la banda española Los Brincos, publicada en 1966.

## Descripción
Publicada en formato EP junto a los temas Renacerá, Giulietta y Tú en mí el tema nunca formó parte de ninguno de los LP de estudio de la banda. Fue el último disco publicado por Los Brincos en su formación inicial, justo antes de la salida de Juan Pardo y Junior.
Se trata de una balada romántica, en la que se canta a un amor pasado difícil de olvidar. Un sorbito de champagne se convirtió en uno de los mayores éxitos del grupo y se situó entre lo más alto de las listas de ventas del país.
Fue número uno de la lista de Los 40 Principales la semana del 25 de julio de 1966. Se trata del segundo número uno de la lista en la historia, tras Monday, Monday y el primero de la historia en lengua castellana.[cita requerida]

## Versiones
Versionada por la banda colombiana The Speakers, que la incluyó en su LP Tuercas, Tornillos y Alicates (1966). En 1977, el cantautor español Juan Erasmo Mochi  lo reactualizaría convirtiéndolo nuevamente en un gran éxito. La Década Prodigiosa lo incluyó como uno de sus cortes de su primer LP recopilatorio (1985). En 1991, fue interpretada por la mexicana Thalía en el programa VIP de Noche en España (este tema quedó como un demo jamás incluido en alguno de sus discos).